# Пафнутий Италийски
Пафнутий (на гръцки: Παφνούτιος) е православен духовник, митрополит на Охридската архиепископия от средата на XVI век.
Пафнутий е известен от четири писма на архиепископ Паисий Охридски от юли 1566 година до неговия наследник Тимотей Италийски. От писмата се разбира, че Пафнутий е огравявал Италийската епархия на Архиепископията до смъртта си вероятно в 1566 година. Титлата на митрополита е „Преосвещен митрополит на цялата Италийска епархия и на енориите Апулийска, Абруцка, Базиликатска, Калабрийска, Сицилианска, Малтийска, Далматинска, ипетрим и екзарх на целия Запад“ (Πανιερώτατος Μητροπολίτης πάσης Ἰταλικῆς ἐπαρχίας καὶ τῶν ἐνοριῶν αὐτῆς Ἀπουλίας, Ἀμπρούτζης, Βασιλικάτα, Καλαβρίας, Σικελίας, Μελίτης, Δαλματίας, ὑπέρτιμος καὶ καθολικὸς ἔξαρχος πάσης δύσεως).